# Glossario di speleologia
Questa lista è suscettibile di variazioni e potrebbe essere incompleta o non aggiornata.

Il presente glossario contiene termini usati nel campo della speleologia, con questa impostazione:
- del carsismo vengono riportate solamente le voci strettamente attinenti alle grotte, tralasciando quelle riguardanti i fenomeni di superficie reperibili nei glossari di geologia;
- non vengono riportate le voci relative alle attrezzature che hanno la stessa funzione di quando vengono utilizzate in alpinismo o nelle immersioni subacquee (es. spit, muta).

Nell'ambito delle descrizioni, sono scritte in corsivo le parole che sono richiamate nel glossario stesso (ad eccezione del termine “grotta”, che ricorre spesso).

## A
abissogrotta o tratto di grotta a sviluppo verticale, di elevata profondità. Può essere formata da più pozzi in successione. Per essere classificata come "abisso", una cavità deve avere una profondità di almeno 100 metri, non necessariamente sviluppati su un unico pozzo.
accrescimentoil lento formarsi delle concrezioni.
acetilenegas che viene generato nella lampada a carburo ed utilizzato per l'illuminazione in grotta.
acqua libera (vedi anche gravifica)l'acqua nel sottosuolo può presentarsi sotto varie forme: l'acqua libera non è altro che la corrente d'acqua che riesce a muoversi nel terreno e/o nella roccia grazie alla forza di gravità. Altri tipi di acqua sono quella interstiziale (rimane nei pori a formare i cosiddetti "menischi") e interparticellare (ha all'interno delle strutture cristalline).
acquifero carsicosono volumi composti da rocce carbonatiche (per lo più calcari e dolomie) influenzate dai processi di carsificazione. I vuoti creati dal carsismo immagazzinano grandi quantità di acqua. Sono molto diversi dagli altri tipi di acquiferi per l'elevata solubilità delle rocce.
afoticoLa zona afótica  (aggettivo derivante dal greco α = senza e φοτος = luce) indica in speleologia l'ambiente ipogeo privo di luce.
alveolopiccolo incavo, generalmente scavato dall'acqua, più piccolo di una nicchia.
anticlinalepiega degli strati rocciosi con la convessità rivolta in alto, cioè al contrario del sinclinale.
antrocaverna poco profonda.
armaredisporre l'attrezzatura occorrente al superamento di un ostacolo.
assicurazionevedi sicura.
attivao viva, si dice di grotta ove le concrezioni sono ancora in crescita, ci sono cioè ancora acque sotterranee in movimento. Contrario di fossile.

## B
baratroprecipizio con pareti ripide, ma non verticali come un pozzo, e con apertura più ampia di quest'ultimo.
biospeleologiabranca della speleologia che si occupa delle condizioni e delle forme di vita animale e vegetale nelle grotte. Si può dividere anche in speleobotanica e speleozoologia.
brecciaroccia sedimentaria formata da elementi clastici a spigoli vivi, cementati da argilla o calcare.
breccia ossiferabreccia che contiene anche reperti ossei preistorici.
burroneavvallamento scosceso e profondo.

## C
calcareroccia sedimentaria formata prevalentemente da carbonato di calcio.
calciteforma cristallina del carbonato di calcio.
camerazona di una grotta più ampia di una galleria, ma meno vasta di una sala.
caminoapertura lunga e stretta che dalla volta di una grotta sale verso l'alto, senza però raggiungere la superficie. Se ci si arrampica servendosi solamente di mani, piedi e schiena si dice “pulire il camino”.
canne d'organogrande e spettacolare concrezione che scende lungo tutta una parete in forma di canne accostate.
cannulaforma iniziale e particolare di stalattite,  che si presenta come un sottile tubicino semitrasparente di calcite,  attraverso il quale passano le gocce d'acqua. È una struttura molto fragile, ma che può raggiungere anche alcuni metri di lunghezza. Se ne pendono tante dalla volta della grotta, dal basso si ha la sensazione di una cascata di spaghetti.
carburocarburo di calcio: è contenuto nella parte inferiore della lampada a carburo, dove a contatto con l'acqua che gocciola dal serbatoio della parte superiore reagisce formando l’acetilene che poi viene convogliato all'ugello, dove brucia generando luce.
Carsovasto territorio, formato prevalentemente da rocce calcaree, attualmente suddiviso tra Italia (zone di Trieste e Gorizia), Slovenia e Croazia. Comprende migliaia di grotte, ed ha dato il nome al fenomeno del carsismo.
carsismofenomeno di dissoluzione delle rocce calcaree da parte dell'acqua meteorica arricchita di anidride carbonica, che origina particolari formazioni in superficie dovute alla corrosione.  Le acque così arricchite filtrano quindi nel sottosuolo, dove generano le concrezioni nelle grotte a seguito del deposito di carbonato di calcio.
cascatavedi  colata.
cascodispositivo di protezione individuale indispensabile per proteggersi dalle cadute di pietre dall'alto e dagli urti contro le pareti e le concrezioni durante la progressione in grotta.
catasto grotteil luogo ove vengono catalogate e conservate le informazioni relative alle singole grotte.
cavernagrotta composta da un grande vano in cui le tre dimensioni sono abbastanza similari, facilmente accessibile dall'esterno. Se invece si riferisce ad un tratto interno di grotta, è un ambiente ancor più ampio di una sala.
caverna ossiferacaverna  in cui si ritrovano anche reperti ossei preistorici.
cavernicolovedi troglodita.
cavità artificialeLa cavità artificiale (conosciute sotto il termine aggettivale di "ipogeo") è il manufatto ottenuto attraverso l’asportazione, nel suolo e nel sottosuolo, di terreno o di roccia per ricavare un ambiente sotterraneo destinato a una specifica funzione. Tale opera sotterranea possiede almeno due pareti, una volta e un piano di calpestìo. Può autosostenersi oppure essere dotata di strutture interne di contenimento, oppure portanti. Le cavità artificiali sono di origine antropica e possono avere valore storico, archeologico, urbanistico, geologico ed antropologico. Per essere considerata "cavità artificiale" un ambiente ipogeo deve soddisfare determinate caratteristiche, fra le quali essere almeno per il 50% di origine antropica.
cengiasporgenza pianeggiante in parete, sulla quale si riesce a sostare.
china detriticapendio formato da detriti che spesso si trova all'accesso della grotta.
chirotterocon il termine scientifico chirottero viene identificata quella tipologia di animali che in gergo comune è conosciuta come pipistrello. Se i chirotteri appartengono alle specie che vivono in grotta fanno parte della fauna troglofila. I chirotteri sono gli unici mammiferi volanti esistenti al mondo. La loro caratteristica principale è l'aver sviluppato un apparato sensoriale che gli permette, tramite ultrasuoni, di muoversi nel buio più totale. Tutti i chirotteri sono specie protette, compresi quelli troglofili, e la loro presenza in ambienti naturali è utilissima come bioindicatore di qualità di un sito.
clastichedicesi di rocce formate da un conglomerato di detriti.
clessidrala forma che assumono certe colonne.
colatacaratteristica concrezione di media dimensione, che si forma sui piani inclinati, sulle gobbe delle pareti, o su massi preesistenti.
colonnaformazione derivante dal congiungimento di una stalattite con una stalagmite. Può assumere dimensioni notevoli.
concrezionenome generico con il quale si designano tutte le formazioni calcaree che si trovano nelle grotte. Sono dovute alla ritrasformazione del bicarbonato di calcio, contenuto nelle acque che sono filtrate attraverso il suolo, in carbonato di calcio: esso depositandosi forma  concrezioni di diverse forme, dimensioni e tipologie.
cono detriticoammasso di rocce di varia pezzatura che si trova sul fondo di un pozzo  e che denota il crollo della volta.
coralloidi: Concrezioni formate da microforme globulari più o meno sferiche, di diametro variabile, da qualche millimetro ad un paio di centimetri. Sono saldate tra loro ad supporto (parete della grotta o altra concrezione) da un sottile gambo. Generalmente l'unione di questi globuli tende a formare dei grappoli o delle macroforme dette anche "cavolfiori" in gergo comune. I coralloidi si formano quando delle particelle (microcristalli) di calcite vengono portate in sospensione e si depositano sul supporto che, se non è uniforme, dato il moto casuale delle particelle, fa sì che queste abbiano maggiore probabilità di depositarsi sulle piccole irregolarità più esterne, accrescendosi quindi più facilmente rispetto al resto della superficie.
corrente d'ariasi riscontra spesso tra l'imboccatura della grotta e l'esterno ed è dovuta alla differenza di temperatura tra i due ambienti, oppure, dove scorrono acque, al movimento delle stesse. Se da un anfratto soffia aria, è indicativo del fatto che lì dietro possa trovarsi una nuova grotta da scoprire.
corridoiovedi galleria.
corrosionevedi carsismo.
cortinaconcrezione di varia estensione superficiale che pende dalla volta della grotta, a forma di lama, dallo spessore sottile, simile ad un drappeggio. Si sviluppa quando l'acqua filtra da una fessura. Spesso le "cortine" risultano talmente sottili che ponendoci dietro una fonte di luce si possono osservare in trasparenza le variegate colorazioni date dai minerali presenti nella concrezione. In gergo popolare si può sentire anche il termine "fetta di prosciutto" oppure "vela".
cunicolostretto passaggio nel quale non si può procedere in posizione eretta, ma piegati, carponi o strisciando.

## D
depigmentazionemancanza di colore nella fauna troglodita, come ad esempio nel proteo.
deposito di riempimentomateriale che ha coperto o riempito una zona della grotta.
diaclasiin gergo geologico significa fessura/frattura della roccia.
discensorestrumento utilizzato per frenare le discese su corda.
dissoluzioneil processo di scioglimento di un solido in un liquido.
dolinaavvallamento del terreno a forma di imbuto, nel cui fianco spesso si apre l’imboccatura di una grotta. È uno dei principali fenomeni carsici.
drappeggiovedi cortina.
duomoalta sala con volta a cupola

## E
epigeosuperficiale (aggettivo), situato sopra al suolo. Contrario di ipogeo.
erosioneazione disgregatrice della roccia. Può essere meccanica o dovuta a corrosione.

## F
fagliafrattura di uno strato roccioso, con dislivello dei bordi dovuto a scorrimento relativo tra le due parti.
falda freaticaacqua sotterranea che impregna uno strato di roccia poroso, sostenuta da uno strato impermeabile e con pelo libero a pressione atmosferica.
fessuragrotta a sezione lunga e stretta.
finestraapertura verso l'esterno situata in alto rispetto al pavimento della grotta.
fiori di grottapiccole concrezioni, formate da cristalli, simili a coralli, che si possono trovare sul pavimento delle grotte.
fiume sotterraneofiume che scorre nel sottosuolo. Se torna in superficie dà luogo ad una  risorgiva.
fluorescinaun colorante utilizzato come  tracciante.
franaspesso nelle grotte si trovano cumuli detritici dovuti a frane.
fossilesi dice di grotta ove le concrezioni non sono più in crescita, non ci sono cioè più acque sotterranee in movimento. Anche “inattiva”, contrario di attiva.

## G
galleriagrotta o tratto di grotta a sviluppo orizzontale, non molto ampia, ma nella quale si riesce a procedere in posizione eretta.
geoidrologiavedi  idrogeologia.
grottacavità naturale sotterranea o insieme di più cavità.
grotta di ghiaccioo glaciale, o ghiacciata: che al suo interno contiene imponenti formazioni di ghiaccio.
grotta di ghiacciaioche si sviluppa all'interno di un ghiacciaio.
grotta eolicascavata dall'azione erosiva delle particelle portate dal vento, detta “deflazione”.
grotta marinache ha l'imboccatura a livello del mare.
grotta semplicequella formata da un unico vano.
grotta singeneticache si è originata assieme alla roccia nella quale si trova. È il caso ad esempio del tunnel di lava. È detta anche cavità primaria, in contrapposizione alla cavità secondaria che si è formata successivamente.
grotta sommersache ha l'imboccatura sotto il livello del mare o dell'acqua dolce.
grotta sperimentalequella in cui sono installate strumentazioni scientifiche di rilevazione.
grotte di guerraquelle adattate ed utilizzate a scopi bellici.
grottistachi esplora le grotte.
gruppo speleologicoo gruppo grotte: insieme di persone che si dedicano all'esplorazione ed allo studio delle grotte.

## I
idrogeologiala branca dell'idrologia che si occupa delle acque sotterranee.
idrografia sotterraneail complesso delle acque che scorre nel sottosuolo.
imboccatural'apertura attraverso cui si accede alla grotta.
infiorescenzevedi fiori di grotta.
inghiottitoiocavità sul fondo di un avvallamento in superficie, nella quale si riversa un corso d'acqua o le acque meteoriche.
ipogeosotterraneo (aggettivo). Contrario di epigeo. Gli ipogei, in speleologia, sono identificati come le cavità di origine antropica, dette anche "cavità artificiali".

## L
lampada a carburodispositivo portatile di illuminazione ad acetilene. Una singola carica di carburo garantisce già una buona autonomia.
lampada frontalequella che si porta sul casco, lasciando così libere le mani.

## M
macroforme
in geologia il termine definisce le "forme di paesaggio di grandi dimensioni". In speleologia il significato è traslato all'interno della grotta: qui le macroforme sono le forme dell'ambiente speleologico caratterizzate da dimensioni superiori a quelle della scala umana, come ad esempio doline di crollo, saloni, ecc....
magnesioveniva utilizzato per illuminare le grotte ai tempi delle prime fotografie. Oggi viene ancora usato dalle guide per illuminare i grossi blocchi di ghiaccio nel corso delle visite alle grotte di ghiaccio.
massi di crollogrossi macigni che si trovano talvolta sul pavimento delle caverne, dovuti a crolli dalle pareti o dalla volta.
meandroIl sostantivo prende il significato dal termine meandriforme che ha un'accezione aggettivale e che fa riferimento alla forma sinuosa che assume un percorso costituito da uno o più passaggi che si succedono con andamento tortuoso.
microforme: in geologia il termine definisce le "forme di paesaggio di piccole dimensioni". In speleologia il significato è traslato all'interno della grotta: qui le microforme sono le forme dell'ambiente speleologico caratterizzate da dimensioni a scala umana, come ad esempio fenomeni di concrezioni, stretti passaggi creati da fenomeni erosivi, ecc....
muschiotappezza spesso l'imboccatura di una grotta.

## N
nicchiaincavo nella parete,  più grande di un alveolo.

## O
orecchio di porcoparticolare forma di concrezione che assomiglia molto all'orecchio di un suino.
ooliticome le pisoliti, ma di diametro inferiore.
orso delle caverneorso speleo, orso di grossa taglia vissuto in epoca preistorica nelle caverne, ove si sono trovati numerosi reperti.

## P
palo da scalatapalo smontabile, sulla cui cima veniva attaccata una scala. Permetteva di superare dislivelli di alcuni metri in punti difficoltosi o senza piantare chiodi.
panneggiovedi cortina.
percolazioneil lento filtrare delle acque attraverso il suolo.
perle di grottaformazioni pisolitiche in forma di piccola sfera che si possono trovare sul suolo della grotta.
pila di piattiforma caratteristica assunta dalle stalagmiti quando le gocce cadono da una considerevole altezza.
pilastrovedi colonna.
pipistrellopipistrello è il termine comunemente usato per denominare i numerosi tipi di chirotteri che, se appartengono alle specie che vivono in grotta fanno parte della fauna troglofila. I pipistrelli sono gli unici mammiferi volanti esistenti al mondo. La loro caratteristica principale è l'aver sviluppato un apparato sensoriale che gli permette, tramite ultrasuoni, di muoversi nel buio più totale. Tutti i pipistrelli sono specie protette, compresi quelli troglofili, e la loro presenza in ambienti naturali è utilissima come bioindicatore di qualità di un sito.
pisolitevedi perle di grotta.
poljepolje è un termine di origine slava che corrisponde al termine "campi piani" come significato e si presenta come una dolina carsica di vaste dimensioni.
portale d'ingressoimboccatura particolarmente ampia di una caverna.
pozzogrotta o tratto di grotta a sviluppo verticale, di diverse decine di metri, ma di profondità minore di un abisso. Viene detto “esterno” se comunica con l'esterno, ed “interno” negli altri casi.
pozzo ciecoche non ha altri sbocchi, che lì la cavità finisce con il suo fondo.
proteopiccolo animaletto troglobio anfibio, simile ad una lucertola dalla pelle color rosa, che si trova nelle grotte dell'area del Carso.

## Q
quota d'ingressola quota altimetrica dell’imboccatura della grotta.

## R
ramile varie diramazioni in cui si articola una grotta.
rilievooperazione di mappatura della grotta.
risorgivail punto in cui le acque riappaiono in superficie dopo un percorso sotterraneo.

## S
salaparte di una grotta di particolare ampiezza in tutte le direzioni. La sala è più ampia di una camera ma meno di una caverna. Generalmente le sale sono ben concrezionate.
sala di crollozona più ampia a causa di un locale crollo della volta, con conseguenti massi di crollo sul pavimento.
schiena d'asinoconformazione a gobba di una parete verticale che rende particolarmente difficoltosa la discesa.
scalaattrezzatura essenziale per la discesa in grotta. Aveva i montanti in cavetto d'acciaio ed i pioli in lega leggera, e si arrotolava per il trasporto. Il suo utilizzo è stato soppiantato dalle tecniche di discesa su sola corda.
sicuraprevenzione delle cadute durante la discesa su scala, effettuata con una corda di sicurezza convenientemente trattenuta da un compagno in superficie, o qualunque altra tecnica volta a garantire la sicurezza nella progressione in grotta.
sifonein una grotta contenente acqua, un punto della galleria ove la volta si abbassa fin sotto il livello dell'acqua, per cui per procedere bisogna immergersi con apposite attrezzature.
sinclinalepiega degli strati rocciosi con la convessità rivolta il basso, cioè al contrario dell’anticlinale.
spaghettivedi cannula.
speleoetnografiabranca della speleologia che si occupa dello studio sull'utilizzazione delle grotte da parte degli uomini.
speleogenesiil modo in cui si è formata una grotta.
speleoidrologiavedi idrogeologia.
speleologiaLa speleologia (dal greco spélaion=caverna e lògos=discorso) è la disciplina che si occupa dell'esplorazione, documentazione, tutela e divulgazione della conoscenza del mondo sotterraneo. La speleologia interessa diverse branche della conoscenza e può avere varianti fra le quali le più diffuse sono la speleologia in cavità artificiali e la speleosubacquea.
speleologia urbanabranca della speleologia che si occupa dell'esplorazione e dello studio delle cavità artificiali.
speleologia subacqueabranca della speleologia che si occupa dell'esplorazione delle cavità sommerse.
speleologochi si occupa di speleologia.
speleopaleontologiabranca della speleologia che studia i reperti fossili ritrovati nelle grotte.
speleopaletnologiabranca della speleologia che studia i reperti ritrovati nelle grotte relativi all'attività umana.
speleosubil subacqueo che si immerge nelle grotte allagate.
speloncaantro oscuro.
stalagmiteconcrezione a forma di colonna che si innalza dal suolo della grotta.
stalattiteconcrezione di forma allungata che pende dalla volta della grotta.
stalattite tubolarevedi cannula.
strettoiapassaggio angusto.
stillicidioil lento gocciolamento delle acque dalla volta della grotta.
stratoinsieme omogeneo di sedimenti rocciosi.

## T
tettonicodovuto a modificazioni della crosta terrestre.
tracciantesostanza colorante o di altro tipo che viene versata in un corso d'acqua sotterraneo per scoprire dove sbuca e quindi ricostruire il percorso ipogeo.
trogloditache abita nelle caverne.
troglobioessere vivente che vive e si riproduce solamente nelle grotte. È il troglodita  vero e proprio.
troglofiloessere vivente che è adattato a vivere anche nelle grotte. È il troglodita d'elezione.
troglossenoessere vivente che solo occasionalmente ed accidentalmente si trova nelle grotte.
tunnel di lavagrotte che si formano nella lava durante le eruzioni.

## V
vacuospazio vuoto.
vadosadicesi di acqua meteorica che penetra nel sottosuolo e vi scorre.
valchiusanaun tipo intermittente di sorgente carsica.
vanitermine generico per indicare le varie cavità che formano una grotta.
vaschettacaratteristica concrezione che si forma su piani leggermente inclinati, con bordi rialzati e frastagliati che trattengono piccoli bacini d'acqua.
voraginepozzo od abisso ma con amplissima apertura, nella quale spesso precipitano acque torrentizie di superficie.
vulcanospeleologiabranca della speleologia che si occupa dell'esplorazione delle grotte vulcaniche.